# Brachythecium
Brachythecium (umgangssprachlich auch Kurzbüchsen-, Kurzkapsel- oder Kegelmoos genannt) ist eine Pflanzengattung und umfasst häufige Laubmoose, welche auf nährstoffreichen Standorten vorkommen.

## Erkennungsmerkmale
Äußerlich sind die Brachythecium-Arten sehr divers. Ihre Stämmchen sind kriechend bis aufrecht, ihre Verzweigung stark unregelmäßig bis gleichmäßig. Ihre Blätter sind meist dreieckig, herzförmig, oval oder lanzettlich geformt. Sie können faltig oder glatt sein und besitzen meist eine relativ lange Blattspitze. Die Stämmchen- und Astblätter können verschiedenartig gestaltet sein. Die Blattzellen der Blätter sind immer prosenchymatisch, bilden also ein Netz aus langen schmalen Zellen. Die Blattrippe ist fast immer einfach vorhanden und reicht nur selten über die Blattmitte heraus.
Die Kapsel ist zumeist geneigt und sitzt auf einem roten Kapselstiel (Seta). Der Kapseldeckel ist meist kurz geschnäbelt.

## Vorkommen
Brachythecium-Arten wachsen meist auf nährstoffreichem Untergrund. Häufig sind sie auch an kalkarmen Standorten anzutreffen. Einige Arten wachsen auf Holz, andere dagegen auf Gestein oder auf dem Boden.
In Europa sind Brachythecium-Arten weit verbreitet. Vor allem in der Nähe von menschlichen Siedlungen kommen sie aufgrund des großen Nährstoffgehalts des Bodens bevorzugt vor.

## Systematik
Nach der Systematik von Stech & Frey ergibt sich eine starke Veränderung der zu dieser Gattung gezählten Arten. Teilweise werden frühere Brachythecium-Arten in andere Gattungen ausgegliedert (zum Beispiel in die Gattungen Brachytheciastrum, Sciuro-hypnum) oder es werden aus anderen Gattungen einzelne Arten in Brachythecium übernommen (Cirriphyllum, Homalothecium).

## Arten (Auswahl)
Nach Stech & Frey umfasst Brachythecium nunmehr weltweit 149 Arten. In Mitteleuropa vertretene Arten sind:
- Weißes Kurzbüchsenmoos (Brachythecium albicans)
- Brachythecium campestre
- Brachythecium capillaceum
- Brachythecium cirrosum (vorher Cirriphyllum cirrosum)
- Brachythecium erythrorrhizon
- Brachythecium geheebii (vorher Homalothecium geheebii)
- Haarspitzen-Kurzbüchsenmoos (Brachythecium glareosum)
- Brachythecium laetum
- Sumpf-Kurzbüchsenmoos (Brachythecium mildeanum)
- Bach-Kurzbüchsenmoos (Brachythecium rivulare)
- Gemeines Kurzbüchsenmoos (Brachythecium rutabulum)
- Glattstieliges Kurzbüchsenmoos (Brachythecium salebrosum)
- Brachythecium tommasinii (vorher Cirriphyllum tommasinii)
- Brachythecium turgidum